# Holmsjön (Anundsjö socken, Ångermanland, 708050-160891)
Holmsjön är en sjö i Örnsköldsviks kommun i Ångermanland och ingår i Gideälvens huvudavrinningsområde. Sjön har en area på 0,358 kvadratkilometer och ligger 368,9 meter över havet. Holmsjön ligger i Hemlingsån Natura 2000-område. Sjön avvattnas av vattendraget Hemlingsån.

## Delavrinningsområde
Holmsjön ingår i det delavrinningsområde (708153-160783) som SMHI kallar för Utloppet av Holmsjön. Medelhöjden är 399 meter över havet och ytan är 3,61 kvadratkilometer. Räknas de 4 avrinningsområdena uppströms in blir den ackumulerade arean 24,5 kvadratkilometer. Hemlingsån som avvattnar avrinningsområdet har biflödesordning 2, vilket innebär att vattnet flödar genom totalt 2 vattendrag innan det når havet efter 97 kilometer. Avrinningsområdet består mestadels av skog (70 procent) och sankmarker (16 procent). Avrinningsområdet har 0,35 kvadratkilometer vattenytor vilket ger det en sjöprocent på 9,8 procent.